# Jen Hendershott
Jen Hendershott (Ashland, 12 dicembre 1971) è una culturista statunitense.
Nell'industria del fitness è principalmente conosciuta per le sue routine di allenamento originali e difficilissime, oltre che per i suoi "phat camp", attraverso i quali aiuta le donne a dimagrire, tramite un regime alimentare equilibrato, allenamenti e cura della salute. I principali titoli da lei vinti sono il Fitness International 2005 ed il Fitness Olympia dello stesso anno.

## Cronologia delle competizioni
- 1997 NPC Mike Francois World Gym Classic, 1st
- 1997 NPC Junior National Championships, 2nd
- 1997 NPC Nationals Championships, 4th
- 1998 NPC USA Fitness Championships 10th, Routine Winner
- 1998 NPC North Americans, 2nd, Routine Winner
- 1998 NPC Nationals Championships, 7th, Routine Winner
- 1999 NPC USA Fitness Championships, 1st (Pro qualifier)
- 2000 IFBB Fitness International, 5th
- 2000 IFBB Jan Tana Fitness Classic, 4th
- 2000 IFBB Pittsburgh Pro Show, 4th
- 2000 IFBB Fitness Olympia, 7th
- 2001 IFBB Fitness International, 4th
- 2001 IFBB Jan Tana Fitness Classic, 2nd
- 2001 IFBB Pittsburgh Pro Show, 2nd
- 2001 IFBB Fitness Olympia, 6th
- 2002 IFBB Fitness International, 3rd
- 2002 IFBB New York Pro Show, 2nd
- 2002 IFBB Southwest Pro Show, 2nd
- 2002 IFBB Jan Tan Fitness Classic, 4th
- 2002 IFBB Fitness Olympia, 5th
- 2003 IFBB Fitness International, 5th
- 2002 IFBB GNC Show Of Strength, 4th
- 2003 IFBB Fitness Olympia, 5th
- 2003 IFBB GNC Show Of Strength, 3rd
- 2004 IFBB Fitness International, 3rd
- 2004 IFBB GNC Show Of Strength, 3rd
- 2004 IFBB Fitness Olympia, 2nd
- 2005 IFBB Fitness International, 1st
- 2005 IFBB Fitness Olympia, 1st
- 2006 IFBB Fitness International, 3rd
- 2006 IFBB Fitness Olympia, 3rd
- 2007 IFBB Fitness International, 2nd
- 2007 IFBB Fitness Olympia, 3rd
- 2008 IFBB Fitness Olympia, 1st